# Каваси (Виченца)
Каваси је насеље у Италији у округу Виченца, региону Венето.
Према процени из 2011. у насељу је живело 57 становника. Насеље се налази на надморској висини од 775 м.